# Courant landais
Pour les articles homonymes, voir Courant.
Le courant (corrent en gascon) est l'appellation locale des petits fleuves côtiers du pays de Born et du Marensin, dans le département français des Landes. Exutoires des étangs côtiers des Landes de Gascogne, ils se jettent dans l'océan Atlantique et sont soumis au mouvement des marées sur leur partie aval.

## Présentation
Les courants jouent un rôle de drainage des sols landais et constituent des paysages de sous-bois pittoresques.

### Tracé
Leur cours est généralement orienté d’est en ouest et ils se jettent dans l'océan après avoir franchi le cordon des dunes du littoral par une embouchure (appelée boucau en gascon) au lit instable à l'état naturel.
Ces embouchures ont fait l'objet d'aménagements afin d'être fixées au moment du tracé du cordon dunaire rectiligne le long des plages landaises. Avant les travaux de fixation de la dune grâce aux végétaux (oyat, liseron des sables, euphorbe du littoral, panicaut de mer) entamés dès 1788 par Nicolas Brémontier (1738-1809), celle-ci pouvait se déplacer au gré des tempêtes et des vents et entrer de plusieurs kilomètres dans les terres, menaçant les habitations et obstruant le lit des cours d'eau, provoquant des inondations et  obligeant les courants à changer de débouché.
Les courants conservent une géographie sinueuse à l'amont de leur cours et une fonction politique ancienne puisqu'ils tracent la limite de nombreuses communes.
La dénomination de ces cours d'eau reflète d'ailleurs le découpage administratif et certains d'entre eux changent de nom selon les communes qu'ils traversent ou longent.

### Recensement
Une quarantaine de lacs et étangs jalonnent le paysage côtier des Landes de Gascogne, à l’abri de la dune protectrice, entre littoral et terres intérieures. Mais seules six embouchures  jouent le rôle de déversoir vers l’Océan, parmi lesquelles quatre portent le nom de courant (du nord au sud) :
- courant de Mimizan, exutoire de l'étang d'Aureilhan
- courant de Contis, ancien exutoire de l'étang de Lit-et-Mixe, aujourd'hui asséché
- courant d'Huchet, exutoire de l'étang de Léon
- courant de Soustons : exutoire de l'étang de Soustons

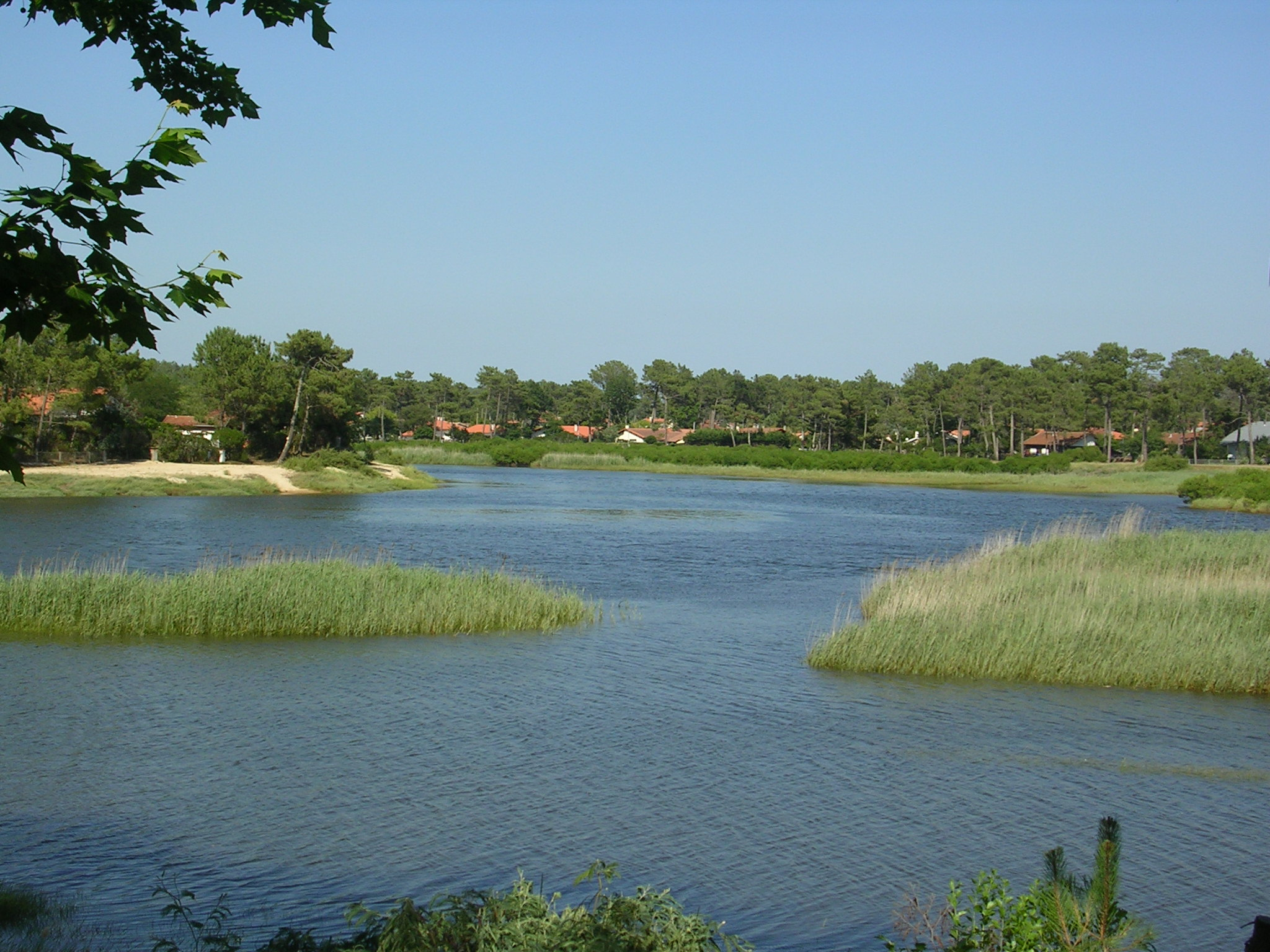
Courant de Mimizan, pré salé du dernier méandre
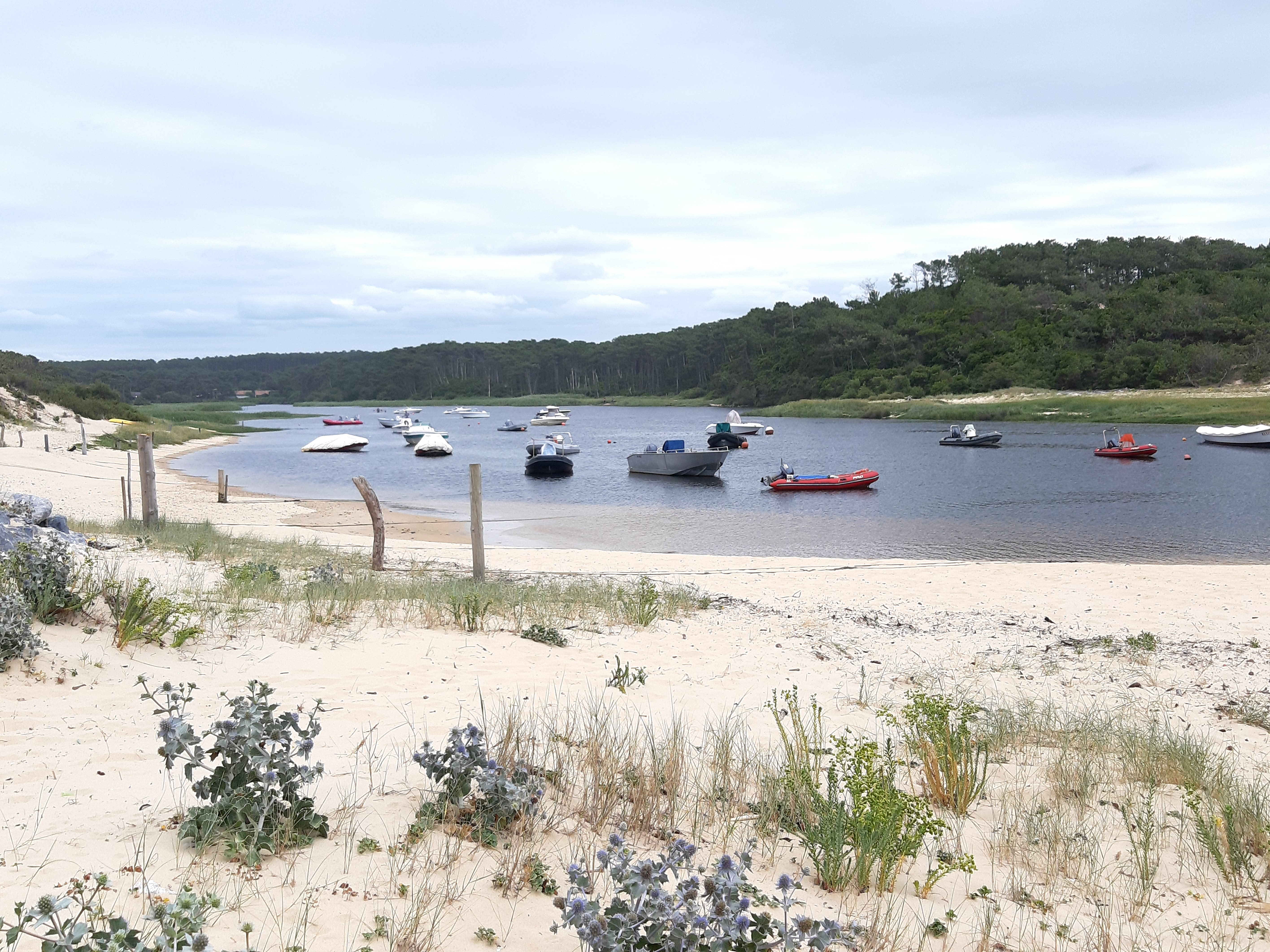
Courant de Contis, à hauteur de Contis-Plage
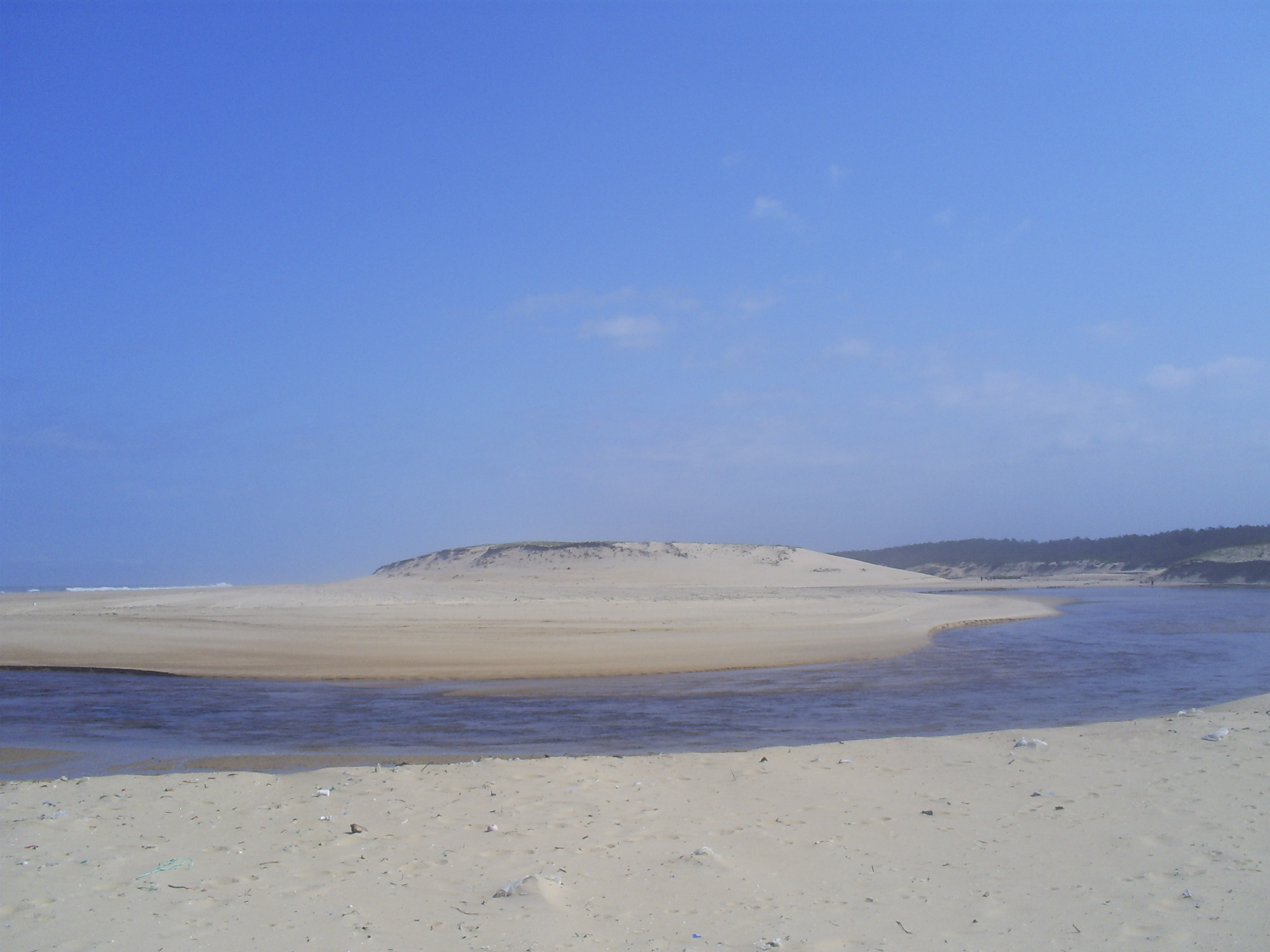
Courant d'Huchet, rejoignant l'océan à Moliets-et-Maa
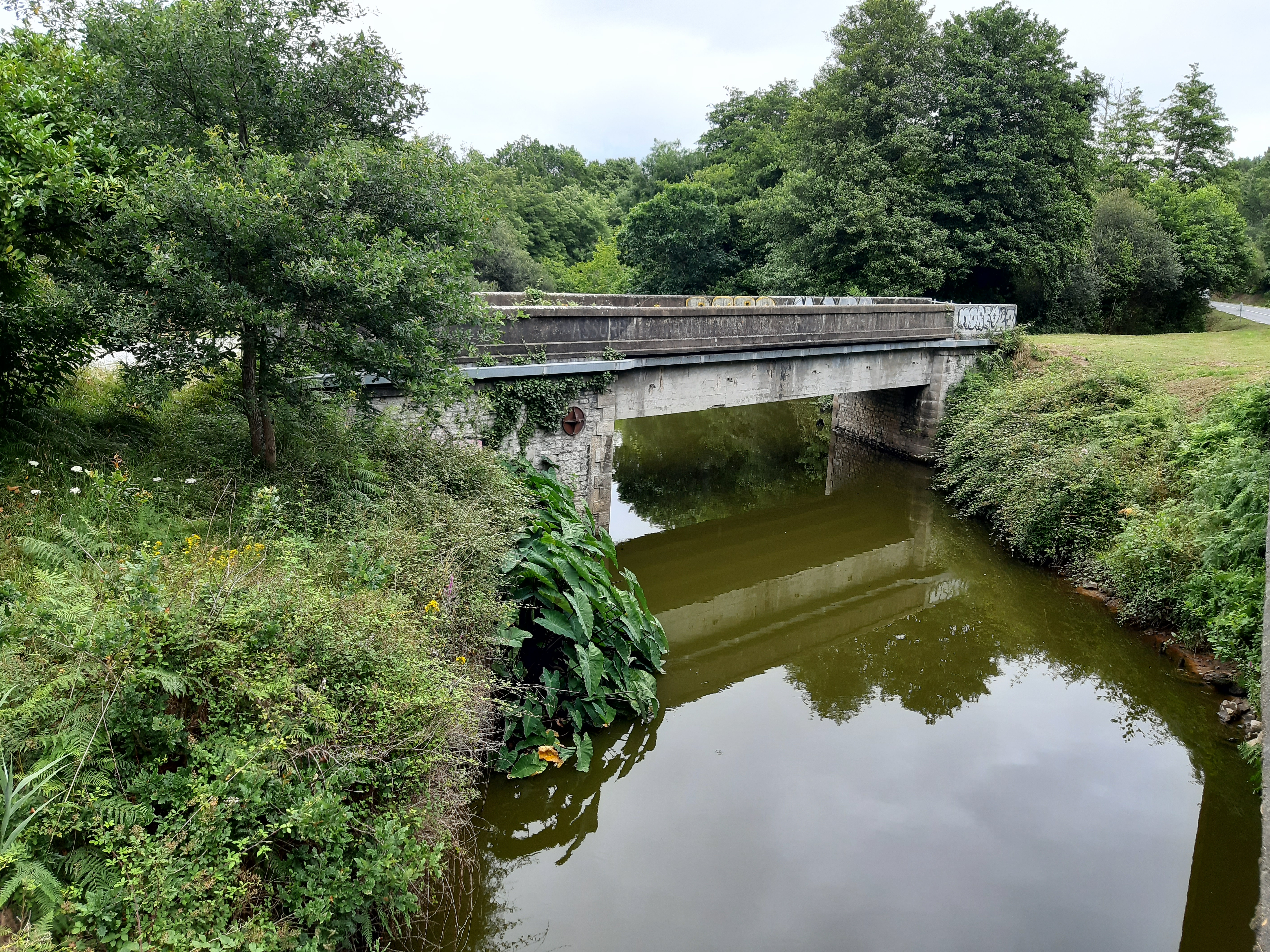
Courant de Soustons

### Autres cas
Les étangs d'Hourtin et de Lacanau en Médoc évacuent quant à eux leur trop-plein dans le bassin d'Arcachon, par le biais du canal du Porge. Ce dernier ne rencontre donc pas l'obstacle de la dune à traverser.
Enfin dans le sud des Landes, l'excédant d’eau des étangs emprunte l'ancienne vallée de l'Adour et se jette dans l'Océan à Capbreton par le Boudigau.
D'autres cours d’eau jouent le rôle d’exutoire d’un étang vers un autre. Bien que n'étant pas des fleuves côtiers, ils portent le nom de courant :
- courant de Sainte-Eulalie, reliant l'étang de Biscarrosse-Parentis à celui d’Aureilhan

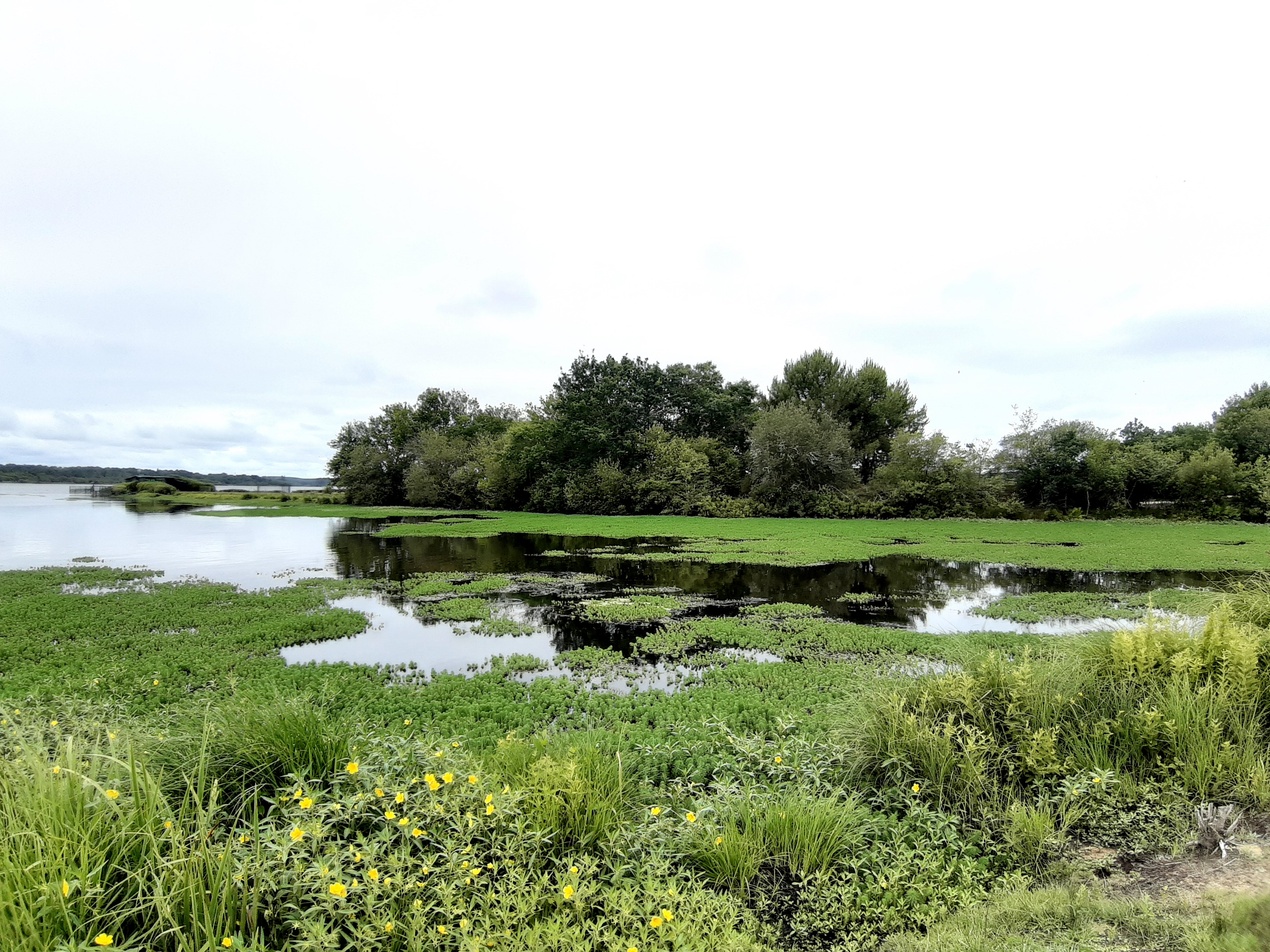
Rencontre des eaux du courant de Sainte-Eulalie et de l'étang d'Aureilhan

## Ruisseaux
Par extension, on donne parfois le nom de « courant » à de simples ruisseaux, c'est-à-dire des cours d'eau qui ne se jettent pas dans l'océan. Ces ruisseaux (arriu en gascon), sont situés en amont des retenues d'eau. Leur cours est généralement plus calme et ils se jettent dans d'autres rivières, dans les étangs ou sont des affluents des courants eux-mêmes :
- le courant des Forges (nom parfois donné au ruisseau du Canteloup) et le courant d'Escource (ruisseau d'Escource) se jettent dans l'étang d'Aureilhan
- le courant d'Onesse (ruisseau d'Onesse) et le courant de Mézos (ruisseau de Mézos) désignent la même rivière, affluent du courant de Contis[2]

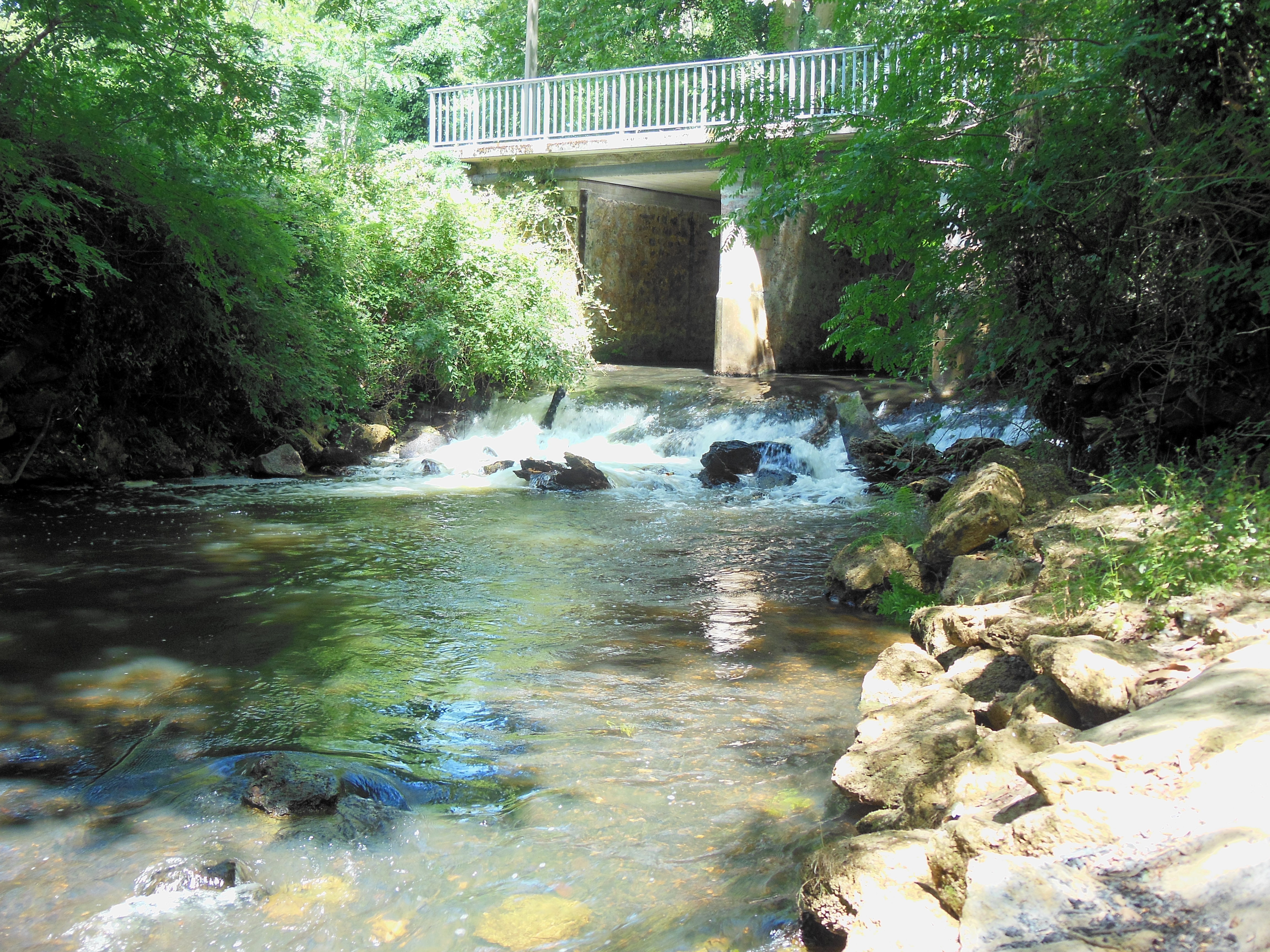
Courant des Forges à Pontenx-les-Forges

## Forêt galerie
Blottis au milieu d'une végétation dense, courants et ruisseaux des Landes de Gascogne circulent dans un  dédale de tunnels végétaux. Des arbres feuillus s'élancent d'une rive à l'autre pour former une voûte épaisse et créent une forêt galerie. Cet environnement luxuriant est peuplé d'une faune composée notamment de renards et de martes, de houx et de fougères. C'est aussi le refuge de canards sauvages et des bécasses qui migrent en suivant les cours d'eau. C'est le fief de la loutre d'Europe, du martin pêcheur et de la bergeronnette.

## Activités humaines
Couants et ruisseaux ont rempli plusieurs fonctions à travers les temps :
- pêche : les cours d'eau limpide à faible débit sont en effet recherchés pour leurs truites, perches ou  écrevisses[2]
- écluses ou moulins à grain exploitant la force de l'eau ont été installés sur les courants ou les ruisseaux franchissent des "cascades". Le Mile ou Batant désignait le moulin ou tout le quartier concerné[2]
- industries : les premières forges landaises et des scieries se sont établies très tôt à leur proximité[2]
- loisir : pratique du canoë kayak ou de la baignade depuis l'avènement de la société des loisirs